# 한성대입구역
한성대입구(삼선교)역(Hansung Univ Station, 漢城大入口驛)은 대한민국 서울특별시 성북구 삼선동과 성북동1가와 동소문동1가에 걸쳐 있는 수도권 전철 4호선의 전철역이다.

## 역사
- 1983년 9월 13일: 삼선교역(三仙橋驛)으로 역명 결정
- 1985년 4월 20일: 서울 지하철 4호선 상계역~한성대입구역 구간 개통과 함께 영업 개시
- 1985년 10월 18일: 한성대입구~사당 구간 연장 개통과 함께 중간역으로 전환
- 1985년 10월 24일: 한성대입구역으로 변경 및 옛 역명 "삼선교역"은 부역명으로 변경

## 역명 유래
본래 삼선교라는 역명을 사용할 예정이었으나, 1.1km 인근에 한성대학교가 있고, 한성대학교 측에서 역명 변경을 요구함에 따라 서울특별시에 1470여 만 원을 기부하는 조건으로 역명을 한성대입구(삼선교)로 변경하였다. 병기역명 삼선교는 예전 이곳에 삼선교라는 성북천의 다리가 있었고, 다리가 없어진 지금도 이 일대를 부르는 명칭이라서 부여되었다. 그렇지만 도보로서 한성대학교까지 거리는 이 역보다 6호선 창신역이 더 가깝다.

## 역 구조
1면 2선의 섬식 승강장을 갖춘 지하역이며, 스크린도어가 설치돼 있다. 출구는 7개다. 1~4번 출구는 삼선동에 있고, 5번 출구는 성북동1가에 있고, 6·7번 출구는 동소문동1가에 있다. 승강장에서 반대 방면 열차로 탑승할 수 있다.

### 승강장
| 성신여대입구 ↑ |
| 하 상 \|       |
| ↓ 혜화         |

| 상행 | ● 수도권 전철 4호선 | 성신여대입구 · 길음 · 미아 · 쌍문 · 창동 · 노원 · 진접 방면                                |
| 하행 | ● 수도권 전철 4호선 | 혜화 · 동대문 · 동대문역사문화공원 · 명동 · 이촌 · 동작 · 과천 · 금정 · 안산 · 오이도 방면 |

## 역 주변
- 돈암동
- 동소문동2가
- 동소문동3가
- 성북세무서
- 한성여자중학교
- 한성여자고등학교
- 한성대학교
- 삼선시장
- 삼선치안센터
- 나폴레옹과자점
- 가톨릭대학교 성신교정
- 경신중학교
- 경신고등학교
- 성북동행정복지센터
- 성북1치안센터
- 혜화문
- 녹색연합
- 동구여자상업고등학교
- 홍익대학교 사범대학 부속중학교
- 홍익대학교 사범대학 부속고등학교
- 동소문우체국
- 삼선중학교
- 송산아파트
- 길상사 방면

## 이용객 변동
| 노선  | 노선   | 일평균 인원수 (명/일) | 일평균 인원수 (명/일) | 일평균 인원수 (명/일) | 일평균 인원수 (명/일) | 일평균 인원수 (명/일) | 일평균 인원수 (명/일) | 일평균 인원수 (명/일) | 일평균 인원수 (명/일) | 일평균 인원수 (명/일) | 일평균 인원수 (명/일) | 각주  |
| 노선  | 노선   | 2000년                | 2001년                | 2002년                | 2003년                | 2004년                | 2005년                | 2006년                | 2007년                | 2008년                | 2009년                | 각주  |
| ----- | ------ | --------------------- | --------------------- | --------------------- | --------------------- | --------------------- | --------------------- | --------------------- | --------------------- | --------------------- | --------------------- | ----- |
| 4호선 | 승차   | 17,955                | 18,067                | 18,167                | 17,957                | 18,268                | 17,821                | 17,261                | 17,062                | 16,982                | 17,019                | [ 1 ] |
| 4호선 | 하차   | 18,157                | 17,988                | 18,051                | 18,125                | 18,489                | 17,787                | 17,197                | 16,995                | 17,088                | 16,614                | [ 1 ] |
| 4호선 | 승하차 | 36,112                | 36,055                | 36,219                | 36,082                | 36,758                | 35,608                | 34,458                | 34,057                | 34,070                | 33,633                | [ 1 ] |
| 노선  | 노선   | 2010년                | 2011년                | 2012년                | 2013년                | 2014년                | 2015년                | 2016년                | 2017년                | 2018년                |                       | [ 1 ] |
| 4호선 | 승차   | 17,303                | 17,476                | 17,535                | 17,520                | 17,282                | 17,382                | 17,122                | 16,759                | 16,683                |                       | [ 1 ] |
| 4호선 | 하차   | 16,799                | 16,792                | 16,815                | 16,883                | 16,602                | 16,635                | 16,358                | 15,993                | 16,017                |                       | [ 1 ] |
| 4호선 | 승하차 | 34,102                | 34,268                | 34,350                | 34,403                | 33,884                | 34,017                | 33,480                | 32,752                | 32,700                |                       | [ 1 ] |

## 인접한 역
| 서울 지하철 4호선          | 서울 지하철 4호선   | 서울 지하철 4호선    |
| -------------------------- | ------------------- | -------------------- |
| 418 성신여대입구 진접 방면 | ● 수도권 전철 4호선 | 420 혜화 오이도 방면 |